# Ashley Simmons
Ashley Nichole Simmons (5 de febrer de 1986) és una lluitadora professional nord-americana que treballa per la Total Nonstop Action Wrestling sota el nom de Madison Rayne.
Entre els seus triomfs destaquen tres Campionats Femenins de la TNA i un Campionat Femení en Parelles de la TNA, sent la primera lluitadora a posseir els dos títols femenins de TNA simultàniament.

## En lluita
- Moviments finals
  - Rayne Drop
  - Left-handed knockout hook

- Moviments de firma
  - Push Up Facebuster
  - Missile Dropkick

- Managers
  - Tara

## Campionat i Triomfs
- Pro Wrestling Illustrated
  - Nº 19 en el PWI Female 50 al 2009
  - Nº6 en el PWI Female el 2010

- Total Nonstop Action Wrestling
  - TNA Women's Knockout Championship (3 vegades)
  - TNA Knockout Tag Team Championship (1 vegada) - amb Velvet Sky & Lacey Von Erich (1)